# Danuta Borkowska
Danuta Władysława Borkowska (ur. 1952 w Tomaszowie) – polska zootechnik, dr hab. nauk rolniczych, profesor zwyczajny i kierownik Katedry Hodowli i Użytkowania Zwierząt Wydziału Nauk Rolniczych w Zamościu Uniwersytetu Przyrodniczego w Lublinie.

## Życiorys
Studiowała w Akademii Rolniczej w Lublinie, 1988 obroniła pracę doktorską, 25 marca 1996 habilitowała się na podstawie pracy zatytułowanej Genetyczne i środowiskowe uwarunkowania produkcyjności bydła w gospodarstwach indywidualnych. 18 listopada 2002  uzyskała tytuł profesora nauk rolniczych. 
Awansowała na stanowisko profesora zwyczajnego i kierownika w Katedrze Hodowli i Użytkowania Zwierząt na Wydziale Nauk Rolniczych w Zamościu Uniwersytetu Przyrodniczego w Lublinie. 
Była dziekanem na Wydziale Nauk Rolniczych w Zamościu Uniwersytetu Przyrodniczego w Lublinie. 